# 普卢巴莱
普卢巴莱（法語：Ploubalay，法語發音：[plubalɛ]）是法国阿摩尔滨海省的一个旧市镇，位于该省东北部，属于迪南区。2017年1月1日，普卢巴莱和相邻的另外2个市镇合并为新市镇滨海博赛（Beaussais-sur-Mer），普卢巴莱为政府驻地。

## 地理
普卢巴莱（48°34'49"N, 2°8'25"W）面积35.45 平方千米，位于法国布列塔尼大區阿摩尔滨海省，该省份为法国西北部沿海省份，位于布列塔尼半岛北部，北濒大西洋英吉利海峡，西接菲尼斯泰尔省，南至莫尔比昂省，东临伊勒-维莱讷省。
与普卢巴莱接壤的市镇（或旧市镇、城区）包括：克雷昂、朗雪、朗格南、普莱兰-特里加武、普莱西巴利松、特雷贡、特雷梅勒克、滨海圣布里亚克、普勒尔蒂。
普卢巴莱的时区为UTC+01:00、UTC+02:00（夏令时）。

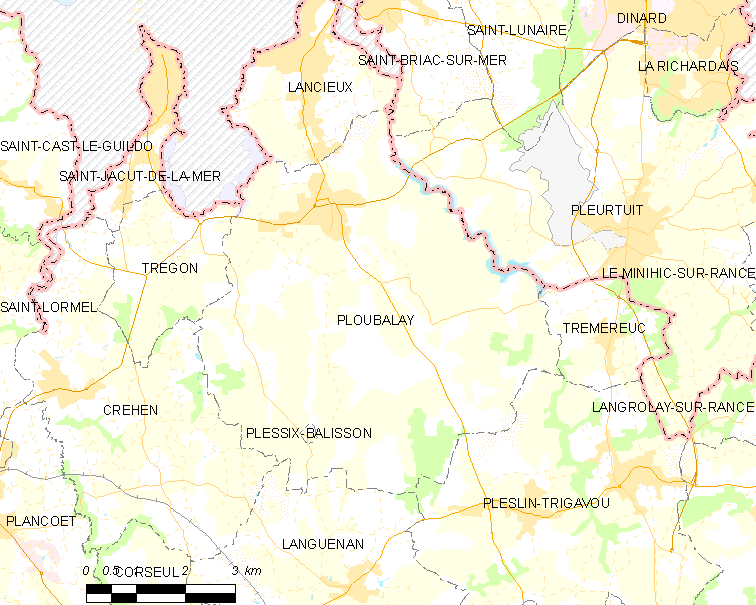
普卢巴莱的OSM定位图

## 行政
普卢巴莱的邮政编码为22650，INSEE市镇编码为22209。

## 政治
普卢巴莱所属的省级选区为普莱兰-特里加武县。

## 人口

1962-2008年间普卢巴莱人口变化图示

普卢巴莱于2018年1月1日时的人口数量为3249人。